# Дю Га, Луи де Беранже
Луи де Беранже, сеньор дю Га (фр. Louis de Bérenger, seigneur du Gua(st); 1538 — 31 октября или 1 ноября 1575, Париж) — французский придворный и государственный деятель, фаворит Генриха III.

## Биография
Происходил из рода сеньоров дю Га, боковой ветви знатного дофинуазского феодального дома Беранже-Сассенаж. Пятый (младший) сын Андре де Беранже, сеньора дю Га, и Мадлен де Беранже, дамы де Пипе, брат Клод де Беранже, жены герцога де Ледигьера, коннетабля Франции.
Современники часто именовали его Ле Га, по названию родовой сеньории Ле-Га в Дофине.
Бретер, известный своими любовными похождениями и дуэлями, был назначен на должность капитана гвардии герцога Анжуйского благодаря воспитателю последнего — Рене де Вилькье. Болезненный Генрих быстро попал под влияние лихого и бесстрашного молодого офицера «с рыжеватой шевелюрой и глазами опалового цвета», агрессивного, властного и ироничного, одного из «красавцев-самцов» (вместе с Франсуа д’О, Анри де Сен-Сюльписом, Жаком де Леви, Франсуа де Сен-Люком), позднее прозванных миньонами.
Историк XIX века следующим образом описывает карандашный портрет этого придворного, хранящийся в Кабинете эстампов: «Господствующее выражение этой физиономии — наглость, умеренная коварством».
Маргарита де Валуа, находившаяся в жестоком соперничестве с Дю Га за влияние на герцога Анжуйского, даёт ему крайне отрицательную характеристику:

С тех пор как отбыл мой брат, он приблизил к себе господина Ле Га, который настолько подчинил его себе, что брат видел все только его глазами и говорил только его устами. Этот дурной человек, родившийся, чтобы творить зло, неожиданно заколдовал его разум и заполнил его тысячью тиранических мыслей: любить нужно только самого себя, никто не должен разделять с ним его удачу — ни брат, ни сестра, а также иными подобными наставлениями в духе Макиавелли. Они завладели разумом герцога Анжуйского и были применены им на практике.— Маргарита де Валуа. Мемуары, с. 34
В 1569 году Дю Га, постоянно следивший за Маргаритой, оказался единственным из придворных, проникшим  в тайну её амурной связи с Генрихом де Гизом. Он немедленно сообщил об этом своему господину, что привело к крупному скандалу в королевской семье.
В 1570 году, соблазнив одну из придворных дам принцессы, он получил в свои руки её тайную переписку с любовником. Герцог Анжуйский передал эти бумаги королю, и Карл IX в ярости жестоко избил сестру, а затем приказал приору Ангулемскому, специалисту по организации убийств, расправиться с Гизом во время охоты.
Принимал активное участие в резне Святого Варфоломея, затем отличился во время осады Ла-Рошели. Сопровождал Генриха в Польшу. Перед побегом из Варшавы в ночь с 18 на 19 июня 1574 Дю Га и де Вилькье вскрыли ларец с драгоценностями польской короны и похитили бриллианты, заменив их песком и булыжниками.
Был послан во Францию впереди короля, чтобы представлять его интересы и подготовить встречу, и за время ожидания вступил в новый конфликт с Маргаритой Наваррской.

## Фаворит короля
После возвращения в Париж Генрих III, Екатерина Медичи и Дю Га, назначенный кампмейстером гвардейского полка, образовали своего рода триумвират, управлявший королевством.
Филипп Эрланже в связи с этим дает свою характеристику фавориту:

Он был жадным до почестей и денег, грубым, жестоким, искушенным в интригах, однако его авантюрную натуру искупали недюжинный ум, неистощимая энергия, беззаветная преданность хозяину. Его властное лицо в ореоле рыжеватых волос, его атлетическое сложение пленяли женщин. Давно привыкнув использовать любовь других в собственных интересах, он покорял самых строптивых мужским обаянием, против которого не могло устоять скрытое в Генрихе женское начало.— Эрланже Ф. Генрих III, с. 205
Узнав о новой связи Маргариты, с «красавчиком Антраге», одним из миньонов герцога де Гиза, Дю Га пытался снова её скомпрометировать.
Вместе с графом де Шеверни был направлен Генрихом в Нанси просить для короля руки Луизы Лотарингской. Опасаясь того, что молодая жена сумеет приобрести влияние на его господина, старался коварными намеками вызвать у короля сомнения в её верности. Вскоре, убедившись, что кроткая Луиза неспособна стать ему соперницей, оставил королеву в покое.
После того как Маргарита переманила своего нового любовника — знаменитого бретера Луи де Бюсси д’Амбуаза с королевской службы в свиту герцога Алансонского, Дю Га стал открытым врагом обоих этих сеньоров, демонстрировал своё презрение к герцогу, отказываясь с ним здороваться, и во всеуслышание объявлял о готовности собственноручно заколоть принца в случае, если король прикажет.
Вместе с королевой-матерью Дю Га, с помощью своей бывшей любовницы Шарлотты де Сов, «которую он завоевал настолько, что полностью подчинил ее себе», сумел поссорить опасных для короны политических союзников: герцога Алансонского и короля Наваррского, находившихся при дворе под надзором.
Узнав о связи Маргариты с Бюсси, Дю Га поставил в известность короля и, вероятно, получил от него разрешение расправиться с бретером. Маргарита также пишет, что фаворит через Шарлотту де Сов сообщил о её измене мужу, поэтому Эрланже предполагает, что к покушению на Бюсси был причастен и Наваррец.
Однажды вечером Бюсси, покинувший апартаменты герцога Алансонского в компании 10—15 дворян, был атакован отрядом вооружённых слуг, примерно равным по численности. Бретер, незадолго до этого раненый в руку на дуэли с Сен-Фалем, сражаться не мог и под покровом темноты спасся бегством. Явившись в Лувр, Бюсси угрожал отомстить, и король выслал его из Парижа. Отправившись на юг, фаворит герцога Алансонского начал собирать силы для новой гражданской войны. Дю Га обвинил в этом лично Маргариту и направил людей, похитивших её наперсницу Жилонну де Ториньи (дочь маршала Матиньона), через которую осуществлялась связь с заговорщиками. По словам королевы Наваррской, камеристку решили удалить от неё с согласия Генриха III и под предлогом предосудительных отношений, которые у нее, якобы, были с госпожой, но Дю Га этим не удовольствовался, приказав своим людям утопить её в реке. Те действовали слишком медленно, и сторонникам Маргариты удалось освободить пленницу.
Новая вспышка гражданской войны была остановлена победой де Гиза над Монморанси-Торе в битве при Дормане 10 октября 1575 года. Екатерина Медичи настаивала на переговорах с мятежниками, но Дю Га, опасавшийся ослабления королевской власти и собственного влияния, убеждал Генриха сохранять твердость и закрепить победу, перейдя в наступление.

## Убийство
Вскоре после этих событий, 31 октября или 1 ноября 1575 Дю Га стал жертвой барона де Витто, одного из самых опасных убийц своего времени. Современники и многие историки считали инициатором убийства Маргариту. Также существует предположение, что к убийству мог быть причастен герцог Алансонский, человеком которого был де Витто. Не исключено и вмешательство Антуана IV д’Эстре, с женой которого Франсуазой Бабу де Лабурдезьер Дю Га состоял в любовной связи с 1564 года.
Сама королева Наваррская пишет, что фаворит был убит

…по Божьему приговору, когда он принимал паровую ванну — словно тело его было наполнено всякими гадостями, которые способствовали язвам, от которых он страдал с давних пор, а его душа принадлежала демонам, которым он служил своей магией и всеми проявлениями злости.— Маргарита де Валуа. Мемуары, с. 90
Пьер де Л’Этуаль также выразил свое удовлетворение смертью Дю Га:

Этот капитан пролил много невинной крови в Варфоломеевскую ночь, и поэтому не нужно удивляться, когда, следуя слову Божьему, пролилась и его собственная кровь. И поскольку убивал он людей в их кроватях (чем хвалился), такую же смерть нашел и сам.— Цит. по: Маргарита де Валуа. Мемуары, с. 90
Генрих III был настолько подавлен гибелью лучшего друга, что королева-мать убедила его заключить перемирие с протестантами. Барон де Витто бежал из Парижа, и Генрих приказал арестовать Маргариту. Екатерине с трудом удалось убедить сына освободить сестру, так как без этого условия герцог Алансонский отказывался вести переговоры.
Брантом, называющий Дю Га своим большим другом, полагает, что если бы не смерть, тот стал бы маршалом Франции при открытии первой же вакансии.
Дофинуазские авторы, соотечественники Дю Га, движимые провинциальным патриотизмом, постарались дать ему положительные оценки. Никола Шорье сообщает, что Пьер де Ронсар посвятил ему несколько стихотворений, а Филипп Депорт написал на его смерть изящный сонет. Адольф Рошас добавляет, что фаворит стал жертвой ненависти придворных (в особенности, женщин), так как слишком строго преследовал пороки. Сам будучи библиофилом, он утверждает, что Дю Га, большой любитель изящной словесности, погиб с книжкой в руках.